# 麗塔·史譏
麗塔·史譏（英語：Rita Skeeter），是英國作家J·K·羅琳的兒童奇幻小說《哈利波特》系列中的人物。她是《預言家日報》記者，也是《女巫周刊》的專欄記者，她專門撰寫具有誹謗性質的文章或報道，以及小報新聞。她為此配備了諸如速記羽毛筆之類的魔法裝置。在她為《預言家日報》撰稿期間，曾基於虛假信息以及富有爭議的採訪撰寫文章，後來還為若干人物寫過傳記。在麗塔寫了一篇反對鄧不利多的文章之後，阿不思·鄧不利多評價她的文章為「迷人得令人生厭」。
史譏是個未經註冊的非法化獸師，她能夠變身成一隻甲蟲以對其故事毫無戒心的受害者進行窺探，她利用這項能力於暗地打探許多情報，並將之納入其報導中，然而這些報導多半是捕風捉影然後添鹽著醋的內容，據透露她在中曾多次這樣做，甚至形容鄧不利多是跟不上潮流的老瘋癲。作為一名編造信息以撰寫引人入勝故事的記者，她在《火盃的考驗》中對哈利與他的朋友們來說是個麻煩，在《鳳凰會的密令》裡作為短暫但而情願的盟友。她被描述為有一頭捲曲的金髮，一張厚重下巴的臉，臉上戴著珠寶眼鏡，其粗壯的手指上有著兩英寸塗成赤紅色的指甲，並攜著一個鱷魚皮手提包，她眼鏡上的圖案特徵跟其化獸師形態下甲蟲眼睛周圍的圖案是相似的。

## 相關情節

### 火盃的考驗
哈利首次遇到麗塔·史譏是在三巫鬥法大賽期間接受她以《預言家日報》記者身份的採訪，當時她為一篇文章採訪了三巫鬥法大賽的參賽者，史譏鎖定哈利為採訪重點而撰寫了一大篇形容哈利心理狀態的文章，事實卻證明這是一個關於哈利本人的高度偽造的故事；後來史譏於無意中偷聽到信息的情況下，該小說巧妙地提到了她的存在：維克多·喀浪在聖誕舞會上提到妙麗的頭髮上有一隻水甲蟲（用以竊聽來編造哈利、妙麗與喀浪的三角關係並進行大篇幅的報導）；她也在聖誕舞會上無意中偷聽到魯霸·海格告訴指他是個半巨人，而哈利注意到附近的雕像上有一隻甲蟲；有一次，哈利於占卜學課堂上睡著了，但他聽到「蟲鳴聲」。
麗塔發表了一篇把海格描繪為危險人物的文章，這引起了一眾父母向霍格華茲的來信，他們受到讓一個「兇猛」的巨人教導他們孩子的想法嚇壞了。當史譏在活米村遇見哈利、榮恩和妙麗時，妙麗對她作出侮辱。後來史譏為了報復，她根據潘西·帕金森提供的虛假謠言寫了一篇關於妙麗讓人討厭的故事，使她成為一個平平無奇但技藝熟練的女巫，並指她利用愛情魔藥以「滿足她對巫師名人的口味」，這包括了哈利與喀浪。史譏的最後一篇誹謗文章聲稱哈利為「不安和危險」，並以跩哥·馬份和其史萊哲林密友的評論作為其依據。最終，史譏的行為招惹到妙麗，細心的妙麗也發現到史譏監視他人的手段，並強迫她「把其羽毛筆留給自己一整年」，威脅指要向有關當局報告她是非法化獸師的真相，妙麗趁機把她鎖進一個玻璃瓶裡。由於史譏的行為被發現，因此她被鄧不利多禁止進入霍格華茲。史譏的最後一篇文章抹黑了哈利，以及作為康尼留斯·夫子拒絕相信哈利關於佛地魔捲土重來事實的基礎。這也是魔法部對哈利與鄧不利多誹謗運動的開始。

### 鳳凰會的密令
妙麗於《鳳凰會的密令》中為了替哈利在輿論上不受魔法部一路打壓，她透過威脅麗塔·史譏是非法化獸師一事來勒索她，並強迫她配合露娜·羅古德在《謬論家》上公布佛地魔歸來的消息，並就佛地魔的回歸採訪哈利，來替哈利跟鄧不利多作出證明。史譏後來把她所撰寫的文章提交給《謬論家》。

### 死神的聖物
麗塔·史譏後來於《混血王子的背叛》中作短暫露面，哈利注意到她在鄧不利多的葬禮上抓著一個筆記本而感到被激怒。
儘管麗塔·史譏並沒有出現在《死神的聖物》中，然而她在整輯小說裡多次被提及，這通常是對她在鄧不利多去世後撰寫並推出相關未經授權的傳記——《鄧不利多的人生與謊言》持有負面的看法，它還披露了鄧不利多與黑巫師蓋瑞·葛林戴華德是好友的真相。該書雖然大部分都是基於事實所寫，然而它以極其負面的目光描繪了這位霍格華茲前任校長，讓哈利感到非常恐懼。這暗示了她以不道德或非法的方式來獲得了她的一些信息。在《死神的聖物》中，魔法世界被佛地魔操控後，史譏在《預言家日報》刻意模稜兩可地指哈利於現場匆匆逃離，並為食死人跟魔法部抓拿哈利提供好理由。
當羅琳在網絡聊天上被問及麗塔·史譏是否還在報導時，她回答說：「當然，有甚麼能阻止麗塔？我想她在哈利擊敗佛地魔後，她馬上就會寫了一本哈利的傳記。四分之一的真相與四分之三的垃圾」，並建議她也寫一本《石內卜：惡棍還是聖徒？》。在佛地魔被擊敗後，麗塔開始執筆撰寫關於賽佛勒斯·石內卜的著作——《石內卜：惡棍還是聖徒？》。
在佛地魔被擊敗後，麗塔·史譏的不實報導在接下來的期間持續出現，導致巴西隊和威爾斯隊這兩支魁地奇球隊爆發衝突；她宣稱將於2014年7月31日出版一本介紹鄧不利多的軍隊的新書——《鄧不利多的軍隊：退伍者的陰暗面》，並在2014年魁地奇世界盃決賽現場直播報導期間由於刻意針對鄧不利多的軍隊而作出惡意詆毀，被同樣在現場報導的金妮·衛斯理作出數度糾正並在最終打斷了報導。
史譏在2017年針對《怪獸與牠們的產地》作者紐特·斯卡曼德而撰寫了誇大不實的書籍——《是人還是怪物？紐特·斯卡曼德的真相》，導致紐特為此在新版《怪獸與牠們的產地》特別針對其言論發表澄清說明。

## 創作
據推測，該系列的作者羅琳於成名後跟新聞界媒體之間的緊張關係是她發展該角色的靈感。然而，羅琳於2000年明確地指出該角色的創作實際上早於她成名之前便經已出現。正如羅琳在一次採訪中透露的那樣，她在撰寫的時候便已構思到這個記者角色，該角色當時名為碧姬（Bridget），碧姬當時在破釜酒吧正要向11歲的哈利·波特進行採訪，「你知道當哈利第一次走進破釜酒吧時，每個人都說『波特先生，你回來了！』的時候，我想把一個記者放在那裡。那個時候她是一個女人，但並非稱為麗塔。」不過後來羅琳改變了主意，她指：「然後我想，當我看整個情節時，我認為這真的不是她最適合的地方，她最適合於第四輯裡出現，那時哈利應該接受自己的名聲。」因此羅琳決定讓該角色在哈利四年級時才登場。
更有粉絲早前猜想麗塔·史譏實為羅琳的真實身份，指她在霍格華茲大戰結束後逃亡到麻瓜世界，並把這段歷史改編成《哈利波特》的一系列小說。

## 電影
在哈利波特系列電影中，麗塔·史譏由米蘭達·理查森飾演。米蘭達試圖為這個角色加入一種狂熱和歇斯底里的感覺。